# Kusini Yengi
Kusini Yengi (Adelaida, 15 de enero de 1999) es un futbolista australiano que juega en la demarcación de delantero para el Aberdeen F. C. de la Scottish Premiership.

## Selección nacional
Tras jugar en la categoría sub-23, finalmente hizo su debut con la selección absoluta de Australia el 16 de noviembre de 2023 contra Bangladés en un partido de clasificación para la Copa Mundial de Fútbol de 2026 que finalizó con un resultado de 7-0 a favor del combinado australiano tras los goles de Harry Souttar, Brandon Borrello, un doblete de Mitchell Duke y un triplete de Jamie Maclaren.

## Clubes
| Club                           | País       | Año       | Partidos | Goles |
| ------------------------------ | ---------- | --------- | -------- | ----- |
| Adelaide Comets FC             | Australia  | 2017-2018 | 16       | 0     |
| Adelaide United FC Youth       | Australia  | 2018-2020 | 23       | 3     |
| Adelaide United F. C.          | Australia  | 2019-2022 | 28       | 6     |
| Western Sydney Wanderers F. C. | Australia  | 2022-2023 | 19       | 4     |
| Portsmouth F. C.               | Inglaterra | 2023-2025 | 45       | 13    |
| Aberdeen F. C.                 | Escocia    | 2025-     |          |       |